# 二堡乡
二堡乡，又名哈拉和卓乡（維吾爾語：قاراغوجا يېزىسى‎，拉丁维文：Qaraghoja Yëzisi），是中华人民共和国新疆维吾尔自治区吐鲁番市高昌区下辖的一个乡镇级行政单位。

## 行政区划
二堡乡下辖以下地区：
巴达木勒克村、布隆买里村和阔纳协海尔村。